# 7-ма бригада тактичної авіації (Україна)
7-ма бригада тактичної авіації імені Петра Франка (7 БрТА, в/ч А2502, пп 2806) — авіаз'єднання Повітряних Сил Збройних Сил України. Належить до частин безпосереднього підпорядкування командуванню Повітряних Сил.

## Історія
У січні 1992 року особовий склад 7-го бомбардувального авіаційного полку ВПС СРСР (в/ч 22262) в складі 32-ї бомбардувальної Червонопрапорної авіаційної дивізії склав присягу на вірність українському народові.
13 лютого 1992 року відбулося викрадення 6 Су-24М зі складу 7-го бомбардувального авіаційного полку та переліт їх в Шаталово (РФ). В той день злетіли 9 бортів, почали програму обльоту, але 6 бортів повернули на північ, зі зниженням та набором швидкості (Су-24М з системою маловисотного контуру здатен іти на надзвуковій швидкості на висоті до 50 метрів), і вимкнули зв'язок. Напередодні перельоту начальник штабу полку підполковник Криштопа викрав та вивіз автомобілем до Росії бойовий прапор полку і вже по прибуттю літаків урочисто вручив його перебіжчикам. Зазвичай, у разі втрати прапору частина підлягає розформуванню.
У 1996 році полк брав участь у льотно-тактичних навчаннях Серпень-96, де основна роль відводилась 20 Су-24М зі складу полку.
За час свого існування авіаційний полк неодноразово підпорядкувався та зазнавав організаційно-штатних змін. У 2003 році в ході проведення реформування Збройних Сил України 7-й бомбардувальний авіаційний полк реформовано в авіаційну бригаду.
У травні 2004 року на аеродромі Старокостянтинів сформували 32-гу окрему розвідувальну авіаційну ескадрилью, об'єднанням якої з 7-ою авіаційною бомбардувальною бригадою у жовтні 2005 року утворено авіаційну бригаду бомбардувально-розвідувальну. Також в липні 2004 року з 22-ї авіабази з Канатово, у зв'язку з її розформуванням, на посаду заступника командира бригади з аналогічної посади направили Олександра Федоровича Ветрова. У березні 2008 року авіаційна бомбардувально-розвідувальна бригада була переформована в бригаду тактичної авіації.
28 березня 2008 року Президент України В. Ющенко своїм указом надав бригаді ім'я видатного діяча Української революції 1917—1921 років Петра Франка.

### Російсько-українська війна
На початку 2014 року за деякими даними в льотному стані перебувало до 10 Су-24М.
У зв'язку з бойовими діями на сході України бомбардувальники Су-24М були перебазовані на аеродроми Канатово та Миргород, де несли бойове чергування та здійснювали бойові вильоти.
Відомо про завдані удари Су-24М в р-ні м. Антрацит по мостах навколо Луганська. Повідомлялося, що бригада виконала 150 бойових вильотів в зону АТО.
21 березня 2014 року під час заходу на посадку зазнав аварії Су-24М (б/н 83). Льотчики катапультувались.
2 липня 2014 року при виконанні бойового вильоту в районі міста Слов'янськ по фронтовому розвіднику Су-24МР (б/н 11) російські бойовики випустили 4 ракети з ПЗРК. Від трьох екіпаж, командир літака Євген Булацик та штурман Олександр Трощин, зміг за допомогою протиракетного маневру та теплових пасток ухилитися, проте одна ракета поцілила в лівий двигун літака, що спричинило пожежу в двигуні. Екіпаж зміг збити пожежу та на одному двигуні повернутися на аеродром вильоту, відстань до якого становила близько 300 км. При приземленні на борту знову виникла пожежа, однак літак успішно здійснив посадку. Надалі, попри наявні пошкодження, літак був відремонтований та введений в стрій (зокрема замінили кіль, лівий стабілізатор та двигун).
20 серпня 2014 року під час виконання бойового вильоту в районі населеного пункту Хрящувате Луганської області був збитий Су24М (б/н 27). Льотчики підполковник запасу Андрій Антонов і штурман майор Олександр Карачов катапультувались.
8 вересня 2014 року відбулась спроба викрадення Су-24МР (б/н 36) в Російську Федерацію. Під час польоту в районі Сумської області льотчик Кирєєв спробував у режимі радіомовчання вивести літак у Росію. Однак йому це не вдалося зробити через протидію штурмана. 22 червня 2016 року було винесено вирок відносно льотчика, якому суд призначив покарання у вигляді 12 років позбавлення волі.
У 2021 році НАТО сертифікувало аеродром базування 7 бригади тактичної авіації.
24 серпня 2022 року бригада відзначена почесною відзнакою «За мужність та відвагу».

## Структура

### 2018
- управління (штаб)
- 1-ша авіаційна ескадрилья (бомбардувальна)
- 2-га авіаційна ескадрилья (бомбардувальна)[11]
- 3-тя авіаційна ескадрилья (розвідувальна)

## Командування
- Полковник Сергій Близнюк
- 2016 полковник Микола Коваленко[12]
- 2018 полковник Євген Булацик[13]

## Втрати
29 вересня 2017 року, неподалік села Берегелі Красилівського району Хмельницької області розбився навчальний літак Л-39 зі складу 7-ї бригади тактичної авіації імені Петра Франка. Загинули обидва пілота — підполковник Сергій Станіславович Бородаченко та старший лейтенант Михайло Васильович Ткаченко.
- капітан Довгалюк Роман Олександрович
- майор Білоус Руслан Олександрович
- майор Куликов Дмитро Олександрович
- майор Савчук Микола Володимирович
- полковник Коваленко Микола Миколайович
- капітан Казіміров Євген Вікторович
- підполковник Ошкало Валерій Миколайович
- майор Чехун Роман Георгійович
- майор Ходаківський В'ячеслав Анатолійович
- майор Коваленко Олексій Олександрович
- полковник Сікаленко Максим Анатолійович
- майор Городничев Костянтин Валентинович
- майор Негар Ілля Борисович
- підполковник Хмара Ігор Віталійович

## Оснащення
Станом на 2014 рік бригада озброєна літаками Су-24М і Су-24МР та навчально-тренувальними Л-39 «Альбатрос».
У 2014 році Миколаївський авіаремонтний завод передав бригаді відремонтований Су-24М (б/н 41), а пізніше, у 2015 році, Су-24М (б/н № 20) які пофарбовані в піксельний камуфляж.
В листопаді 2015 року Миколаївський авіаремонтний завод передав бригаді відремонтований Су-24МР (б/н 59), який пофарбований в піксельний камуфляж.
На осінь 2016 року на озброєнні бригади перебувають 14 Су-24М, 8 Су-24МР і 3 L-39C «Альбатрос».
5 червня 2018 року Миколаївський авіаремонтний завод достроково передав черговий відремонтований літак-розвідник Су-24МР (б/н 60) до 7-ї бригади тактичної авіації.
16 травня 2019 року Миколаївський авіаремонтний завод передав 7-й бригаді тактичної авіації імені Петра Франка відремонтований бомбардувальник Су-24М (б/н 08).
24 грудня 2020 року Державне підприємство «Миколаївський авіаремонтний завод «НАРП» передало 7-й бригаді тактичної авіації черговий відремонтований літак-розвідник Су-24МР (б/н 54).
25 травня 2021 року Миколаївський авіаремонтний завод передав бригаді сьомий від 2014 року відремонтований Су-24М.

## Галерея

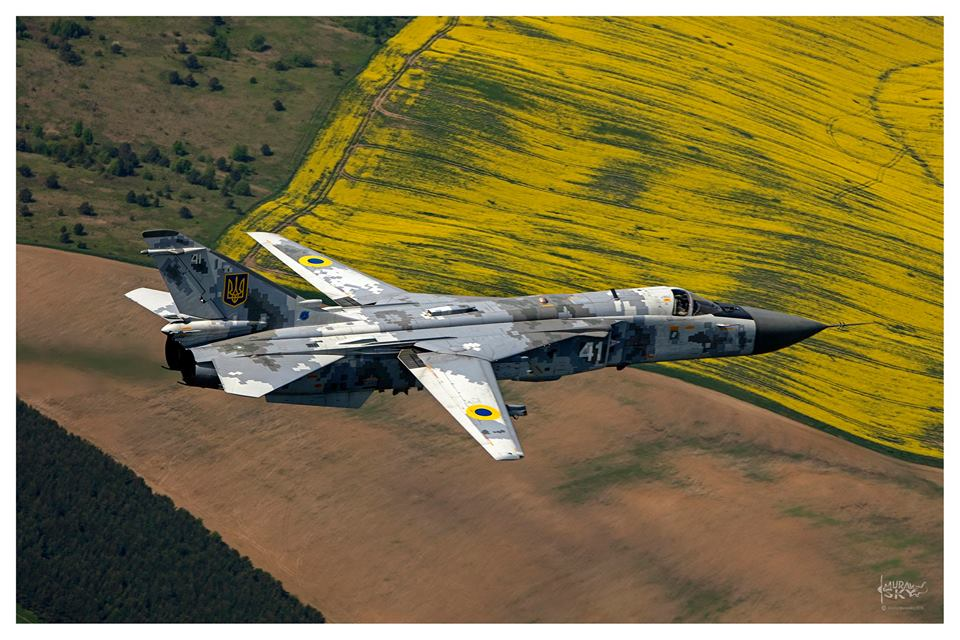
Су-24М, 41 білий. 2016 рік.
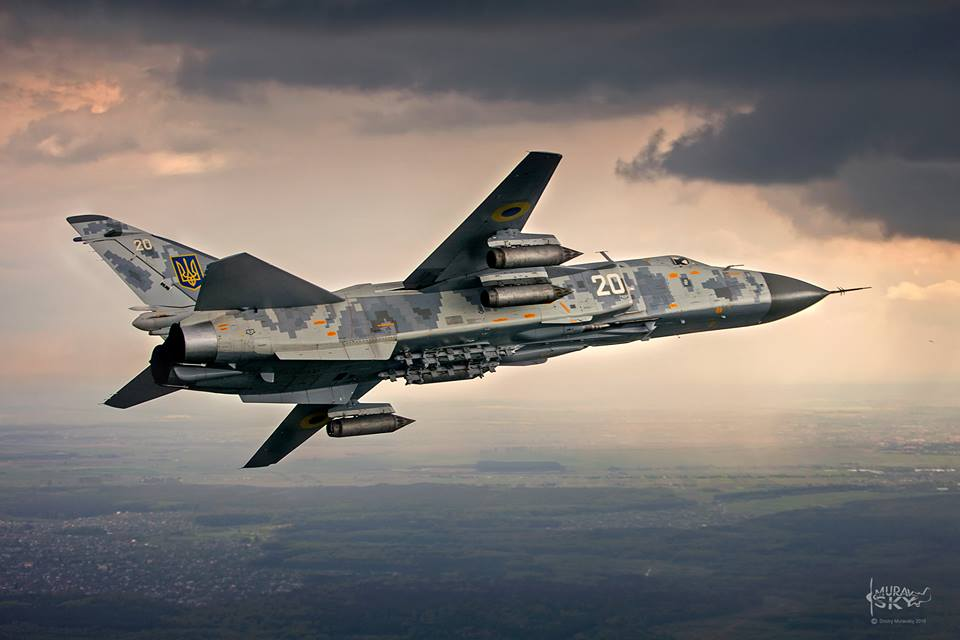
Су-24М, 20 білий. 2016 рік.
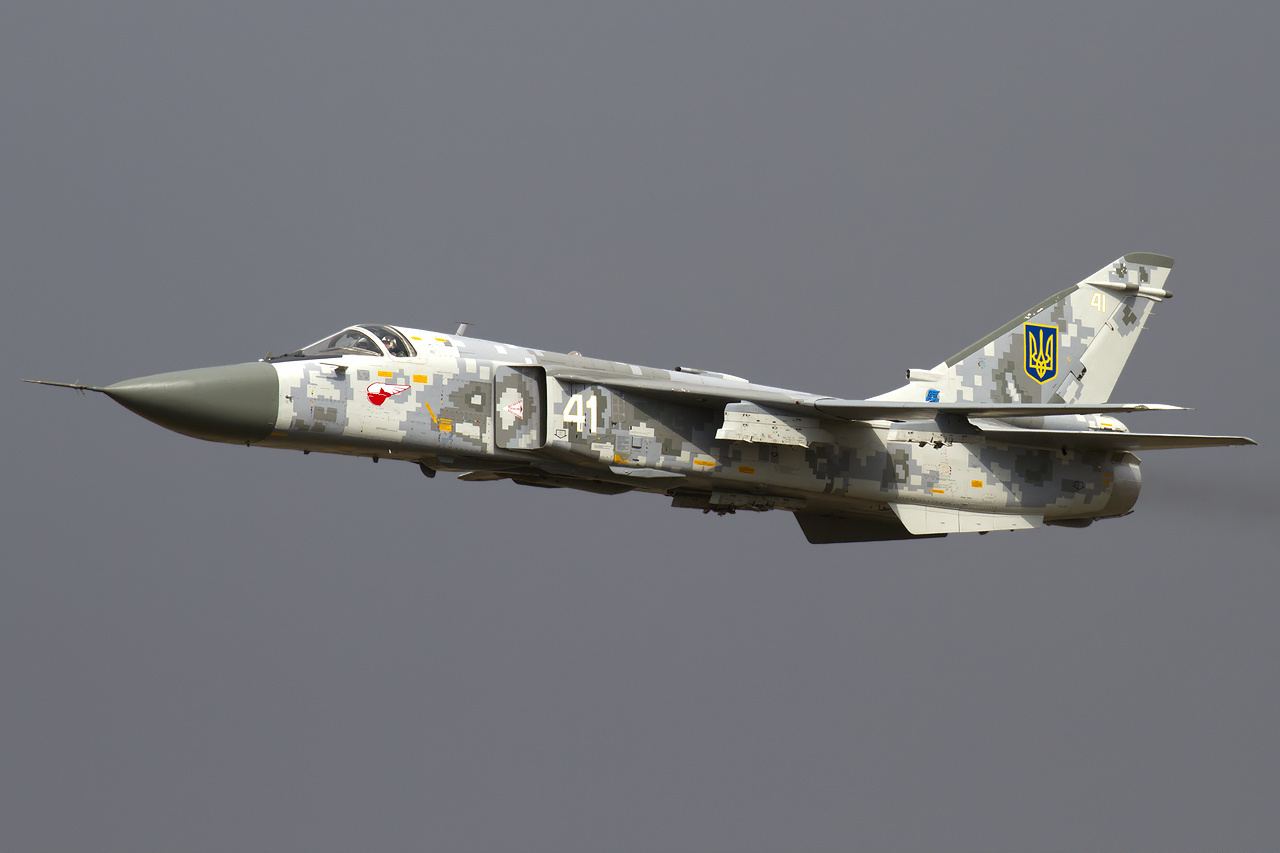
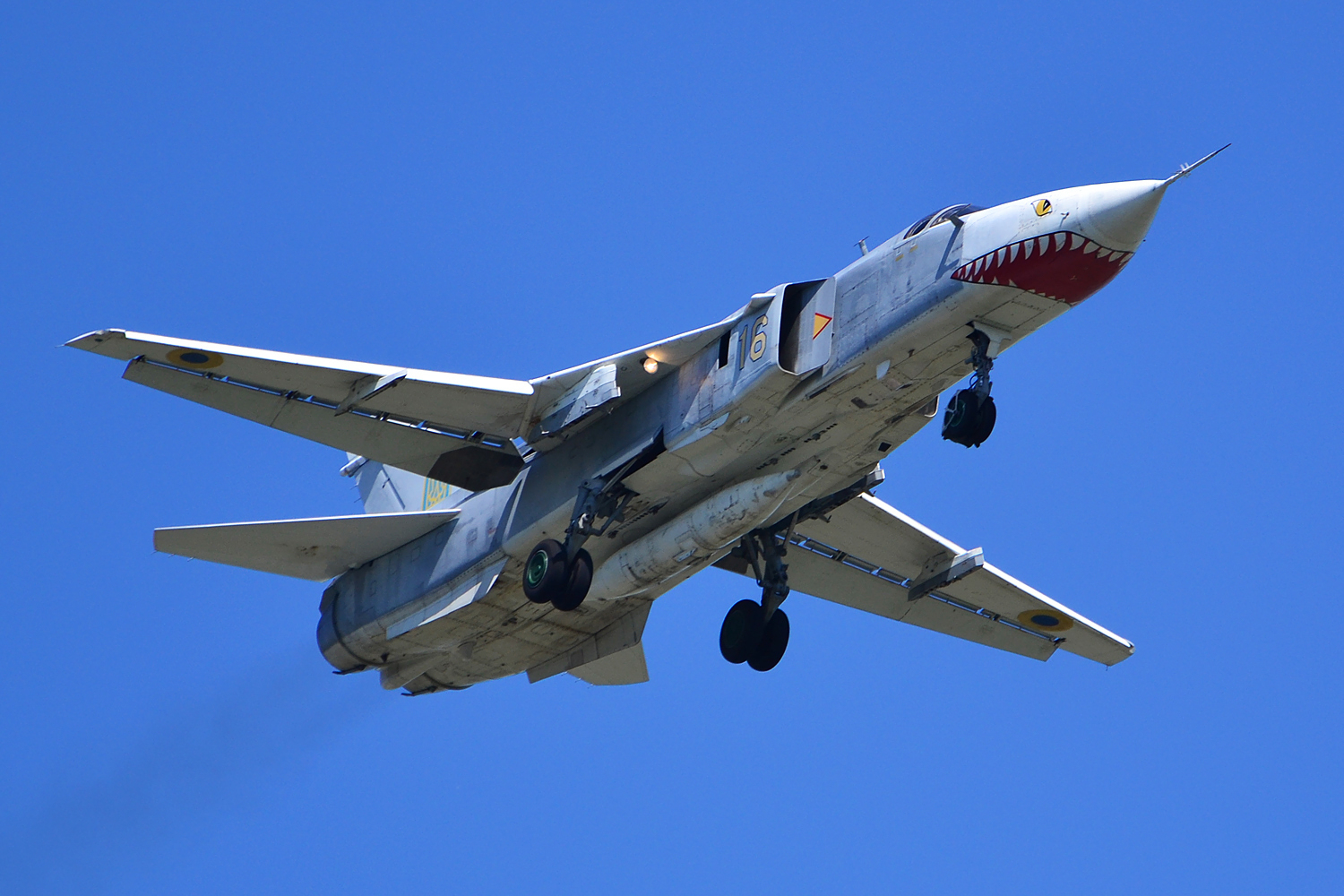
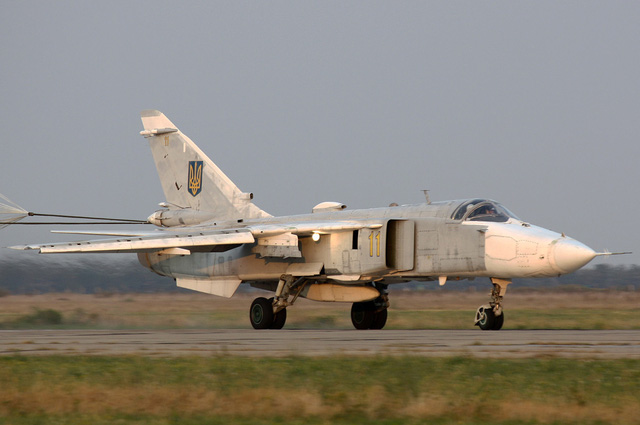
Розвідник Су-24МР